# Fernando Maria Brignoli
Fernando Maria Brugnoli (Roma, 16 febbraio 1901 – 1970) è stato un poeta e politico italiano.

## Biografia
Laureato a Roma nel 1922 in Giurisprudenza e nel 1925 in lettere e filosofia, è un cultore della lingua latina, che insegna per qualche tempo nei licei. Nel corso della sua vita ha pubblicato numerose opere in latino e italiano, la cui notorietà si manifesta soprattutto dopo la seconda guerra mondiale. Ha ottenuto particolare successo al Certamen Hoeufftianum tra il 1957 e il 1970.